# سبنسر أدكينز
سبنسر أدكينز (بالإنجليزية: Spencer Adkins)‏ هو لاعب كرة قدم أمريكية أمريكي، ولد في 16 مايو 1987 في نيبلز في الولايات المتحدة.

## وصلات خارجية
- سبنسر أدكينز على موقع مرجع كرة القدم المحترفة.كوم (الإنجليزية)